# Мороз Ігор Вікторович
Мороз Ігор Вікторович (нар. 29 березня 1970, Краматорськ, Донецька область) — в.о. голови Донецької облдержадміністрації з 5 вересня по 27 грудня 2023 року, перший заступник голови Донецької облдержадміністрації (17 вересня 2019 — 5 вересня 2023).

## Життєпис
Народився 29 березня 1970 року в місті Краматорськ Донецької області.
З серпня 1987 року по серпень 1992 проходив військову службу. У 1991 році закінчив навчання у Вольському вищому військовому ордену Червоної Зірки училищі тилу імені Ленінського комсомолу за спеціальністю «Командна тактична продовольчого забезпечення» та отримав кваліфікацію інженера-економіста.
З вересня 1992 по серпень 1999 року працював на різних посадах у органах податкової служби у Краматорську, а саме:
- державний податковий інспектор відділу оподаткування кооперативних та громадських організацій;
- старший державний податковий інспектор; старший державний податковий ревізор-інспектор відділу аудиту юридичних осіб Державної податкової інспекції у місті Краматорськ;
- головний державний податковий інспектор відділу організації контролю та документальних перевірок суб'єктів підприємницької діяльності управління документальних перевірок юридичних осіб Державної податкової адміністрації у місті Краматорськ;
- головний державний податковий інспектор відділу документальних перевірок юридичних осіб управління документальних перевірок юридичних осіб;
- головний державний податковий інспектор відділу організації перевірок великих підприємств та галузей економіки управління документальних перевірок юридичних осіб Державної податкової інспекції у місті Краматорськ[1][2].

З січня 2001 по грудень 2003 року працював заступником директора з комерційних питань, заступником директора з фінансових питань Артемівського дослідного машинобудівного заводу (м. Бахмут).
У грудні 2003 повернувся у Краматорськ та по жовтень 2006 року працював фінансовим директором ЗАТ «МІНЕТЕК».
З жовтня 2006 по квітень 2015 року працював на наступних посадах: заступник директора з питань державного нагляду ДП «Донецький регіональний науково-виробничий центр стандартизації, метрології та сертифікації» (ДП «Донецькстандартметрологія»); заступник генерального директора з питань державного нагляду; заступник Головного державного інспектора Донецької області з державного нагляду за якістю продукції, додержанням стандартів, норм і правил та державного метрологічного нагляду; перший заступник генерального директора ДП «Донецький науково-виробничий центр стандартизації, метрології та сертифікації» (м. Донецьк).
У квітні 2015 повернувся до роботи у ДП «Донецькстандартметрологія» до вересня 2019 року.
17 вересня 2019 року отримав призначення першого заступника голови Донецької обласної військово-цивільної адміністрації під керівництвом Павла Кириленка.
З 5 вересня по 27 грудня 2023 року — в.о. голови Донецької обласної військово-цивільної адміністрації в зв'язку зі звільненням та новим призначенням попереднього голови.

## Сім'я
Одружений, має одну дитину.